# جون ديروزا
جون ديروزا (بالإنجليزية: Jon DeRosa)‏ هو مغن مؤلف وعازف قيثارة أمريكي، ولد في 21 ديسمبر 1978.

## وصلات خارجية
- الموقع الرسمي
- جون ديروزا على موقع ميوزك برينز (الإنجليزية)
- جون ديروزا على موقع ديسكوغز (الإنجليزية)